# Präsident Schaefer
Präsident Schaefer är en tysk tullbarkass, som byggdes på Norderwerf i Hamburg i Tyskland 1924 för Oberfinanzdirektion och användes av olika tullkontor i Hamburgs hamn. Hon moderniserades 1959, varvid ångmaskinen också byttes ut mot en dieselmotor. Hon togs ur drift 1982. År 1985 övertogs hon av Hamburgs historiska museum. 
Präsident Schaefer är idag museifartyg i Hamburg och ingår i Museumshafen Oevelgönnes samling.